# Botanická zahrada Nezahata Gökyiğita

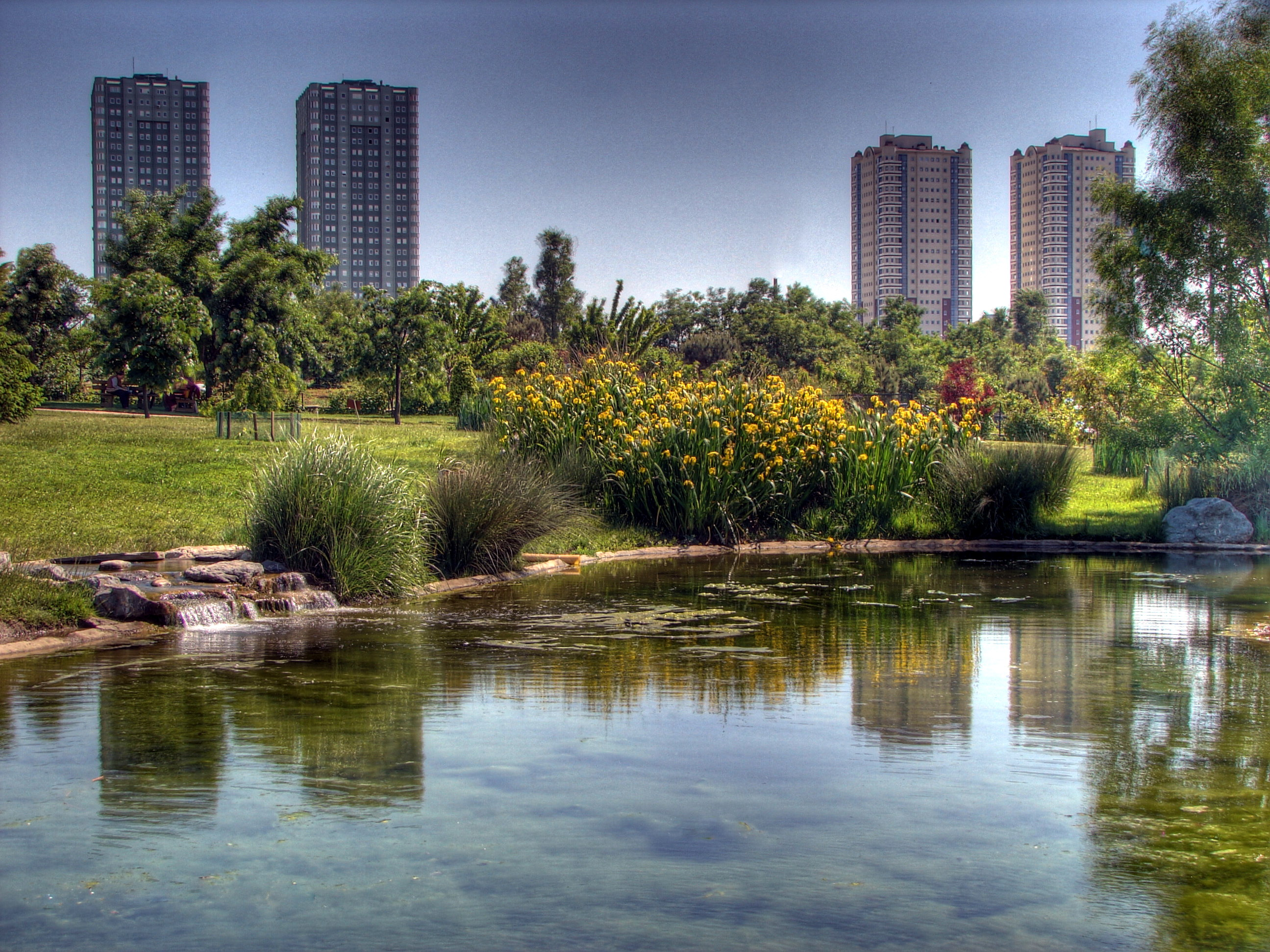
Zahradní jezírko v botanické zahradě s vícepodlažními budovami v pozadí.

Botanická zahrada Nezahata Gökyiğita se nachází v městském obvodě Ataşehir na asijské straně Istanbulu v Turecku. Zahrada byla otevřena pro veřejnost roku 2002 a je domovem různých druhů flóry z celého světa, které se zde pěstují za účelem výstav, výzkumu a vzdělání. 

## Struktura
Zahrada je rozdělena na 8 ostrovů:

### Centrální ostrov
Centrální ostrov zahrnuje kolekci geofytů, kaktusů a sukulentů, zahrady s ovocem a zeleninou, skalnaté zahrady, kamenné zahrady, suché a halofytické zahrady, trvalky a živé ploty. 

### Ertuğrulův ostrov
Tento ostrov nese název osmanské fregaty] Ertuğrul, která se během své mise potopila při mořské bouři u pobřeží Japonska v roce 1890. V roce 2005 věnovala Nadace japonských sakur 587 sakurových stromů u příležitosti 115. výročí katastrofy potopení fregaty Ertuğrul. Počet stromů se shoduje s počtem utonulých námořníků.
V botanické zahradě lze na ostrově Ertuğrul obdivovat hortenzie rostoucí ve stínu vrboví. Dále jsou zde k vidění  například olivovníky a zahrada s černomořskou flórou. 
Podél cesty spatříte památník na počest utonulých námořníků z fregaty Ertuğrul.

### Piknikový ostrov
Tato oblast byla otevřena v dubnu 2009 a je jedinou oblastí, kde je povoleno veřejnosti piknikovat. Pro spestření času je zde k dispozici dětská průzkumná zahrada, kde se mohou děti naučit poznávat přírodu formou interaktivní hry.

### Istanbulský ostrov
Tento ostrov se nachází na západ od Ertugrulovéh ostrova s přístupem přes pěší lávku. Alternativní přístup na ostrov je také možný pomocí dlouhého tunelu, ve kterém bývají k dispozici výstavy k různým tématům. Na ostrově je k vidění je sbírka domorodých istanbulských rostlin, jezírko ve tvaru Bosporské úžiny a projekt "Zahrady panských sídel 18. století".

### Dubový ostrov
Ve spolupráci s Přírodovědeckou fakultou Univerzity Izzeta Baysala v Abantu (Bolu) byla shromážděna sbírka zástupců druhů rodu dub z celého Turecka, jenž byly vysazeny v roce 2003 v botanické zahradě Nezahata Gökyiğita. Tento ostrov není zpřístupněn veřejnosti.
Některé domorodé druhy dubů:
Quercus robur (subsp. robur, subsp. pedunculiflora); Quercus petraea (subsp. petraea, subsp. iberica, subsp. pinnatiloba); Quercus hartwissiana; Quercus frainetto; Quercus pubescens; Quercus virgiliana; Quercus vulcanica; Quercus macranthera (subsp. Syspirensis); Quercus infectoria (subsp. infectoria, subsp. boissieri); Quercus cerris (var. cerris, var. austriaca); Quercus pontica; Quercus trojana; Quercus ithaburensis subsp. macrolepis; Quercus brantii; Quercus libani; Quercus ilex; Quercus coccifera
Nepůvodní druhy dubů:
Quercus agriloba; Quercus alba; Quercus castaneifolia; Quercus dumosa; Quercus durata; Quercus lobata; Quercus muehlenbergii; Quercus munzii; Quercus palustris; Quercus phillyreoides; Quercus ‘Pondaim’; Quercus rubra; Quercus streimii x pungens; Quercus sinuata

### Arboretum
Tento ostrov byl slavnostně otevřen na jaře roku 2011 za účelem reprezentace tureckých původních druhů dřevin. Je uspořádán podle 3 fytogeografických regionů, které se v Turecku vyskytují: evropsko-sibiřská oblast, středozemní oblast a íránsko-turánská oblast.

## Informace pro návštěvníky
Zahrada je otevřena denně od 9:30 do 19:00 hodin (v zimě do 17:00 hodin). Pro návštěvníky je k dispozici parkoviště. Sídlo zahrady je na adrese:
- Atatürk Mahallesi, Fatih Sultan Mehmet Caddesi, TEM Otoyolu Anadolu Otoyol Kavsağı P.K. 34758 Ataşehir, İstanbul

## Spolupracující orgány
- Mezinárodní ochrana botanických zahrad (BGCI)
- Královská botanická zahrada v Edinburgh (RBGE)
- Královské botanické zahrady v Kew (RBGKew)